# Mòbil (escultura)
Un mòbil és un tipus d'escultura que penja i està composta per parts que es mouen, d'aquí el nom. El moviment pot ser natural (la força d'aire), manual o mecànic. El primer ús del terme va ser de Marcel Duchamp en 1932 per referir-se a les obres d'Alexander Calder.
Els components del mòbil solen ser de caràcter abstracte i poden ser independents, estar units per un patró (color o forma), ser parts d'un tot o bé ser repeticions (cada peça és idèntica a les altres). La distribució de cada peça s'estructura al voltant d'un o més eixos que depenen del fil o suport principal, situat en vertical.